# Leto Atréides II
Pour les articles homonymes, voir Léto (homonymie).
Leto II Atréides est un personnage de fiction appartenant à l'univers de Dune de l'écrivain Frank Herbert. Il apparaît brièvement à la fin du roman Le Messie de Dune, puis dans Les Enfants de Dune et plus largement dans L'Empereur-Dieu de Dune qui lui est consacré. Fils de Paul Atréides et de la fremen Chani, Leto II est plus connu par son titre d'Empereur-Dieu, et surnommé par ses ennemis le Ver et le Tyran.
Voyant l'extinction de l'humanité advenir dans le futur grâce à son grand pouvoir de prescience, Leto endosse l'apparence du ver des sables. Cela lui accorde une immortalité relative, lui permettant d'avoir le temps de mettre en marche son plan pour sauver l'humanité, notamment avec son programme génétique qu'il a repris au Bene Gesserit.
Dictateur absolu, Leto entraîne l'humanité à la survie en imposant la « Paix de Leto », la préparant pour faire aboutir son Sentier d'Or. Au bout de plus de 3 000 ans de règne, un complot impliquant Siona Atréides a finalement raison de lui. 
Son esprit survit dans de nouveaux vers géants que sa mort a engendrés, ce qui permet à Leto de poursuivre indéfiniment son « rêve sans fin » par leur intermédiaire. Il reste vénéré comme le Dieu Fractionné.

## Description
Leto II a fusionné son corps avec les truites des sables d’Arrakis et se métamorphose peu à peu en ver de sables ; il dit : « Ma peau n’est plus la mienne ».
Durant son règne de 3 500 années, Leto impose une paix forcée à l’humanité, « la Paix de Leto », destinée à faire évoluer l’humanité sur le chemin de sa survie, et conditionner son essor dans l'univers via la Grande Famine et la Dispersion, telle qu'il l'a vue dans sa grande vision presciente, « le Sentier d'Or ».
Sur un plan personnel, Leto vit un interminable calvaire, son immortalité relative, bien qu'elle lui ait apporté une connaissance unique du passé, du présent et de l’avenir, ne pouvant occulter sa solitude, lui qui est désormais un être unique, à part de l'humanité. Accompagné depuis le début de sa transformation par de nombreux gholas, tous des copies de l'ancien soldat de la Maison Atréides, Duncan Idaho, fournies avec diligence par le Bene Tleilax, Leto attend le jour où le Sentier d'Or portera l’humanité au-delà des dangers de l’annihilation.

## Paix de Leto
La « Paix de Leto » est la période du règne de Leto II (3 500 ans) durant laquelle, grâce à l'utilisation de sa puissante armée de Truitesses, le taux de conflits de l’Imperium est tombé à moins de 2 % de ce qu’il était avant sa prise de pouvoir.
Dans ce but, Leto maintient la population de son empire sous coupe réglée grâce à ces Truitesses, jugulant toute contestation dans le sang. Il est aidé en cela de son pouvoir de prescience qui lui permet de deviner les troubles à venir, pour les étouffer dans l’œuf. Il contrôle également la population avec différentes interdictions et privations, notamment celle du voyage spatial ou des véhicules de sol (la marche à pied devenant le seul moyen de se déplacer pour le commun des mortels).
« Des milliers d’années paisibles, dit Leto. Voilà ce que je vais leur donner ».
Cette paix artificielle a été imposée dans le cadre du Sentier d'Or. Leto contrôle et impose l’inactivité à toutes les forces, contenant les possibilités de l’humanité comme dans une cocotte-minute. À la mort du Tyran, cette « paix » vole en éclats provoquant la Grande Dispersion, propulsant l’humanité sur de nombreux et nouveaux chemins dans toute la galaxie, ce qui rend impossible son extinction.

## Organisation militaire
L'Empereur-Dieu est le chef des Truitesses, son armée impériale composée uniquement de femmes, qui le vénèrent comme un dieu vivant, suivant ses commandements à la lettre.
Leto a pour chef de sa garde personnelle un ghola du soldat Duncan Idaho, que l'Empereur-Dieu fait créer en série par le Bene Tleilax durant toute la durée de son règne.
Les gholas Duncan Idaho sont utilisés par l’Empereur-Dieu pour son programme génétique de sélection et de reproduction de l'espèce, programme concurrent de celui des Révérendes Mères du Bene Gesserit, que Leto leur a « confisqué » durant son règne.
Pour la plupart, « les Duncans » finissent par être tués, le plus souvent par Leto, se rebellant contre lui et tentant de l’assassiner : les Duncans ne peuvent supporter l'usage cynique et impitoyable du pouvoir de Leto, qui pour eux diverge des valeurs traditionnelles des Atréides qu'il a connus à son époque. Bien que certains Duncans vivent un long moment et fondent même une famille, rares sont ceux qui meurent de vieillesse dans leur lit.
Le dernier ghola Duncan Idaho parvient à éliminer l’Empereur-Dieu, grâce à l’aide d’une des propres descendantes de la maison Atréides, Siona Atréides.

## Le Sentier d'Or

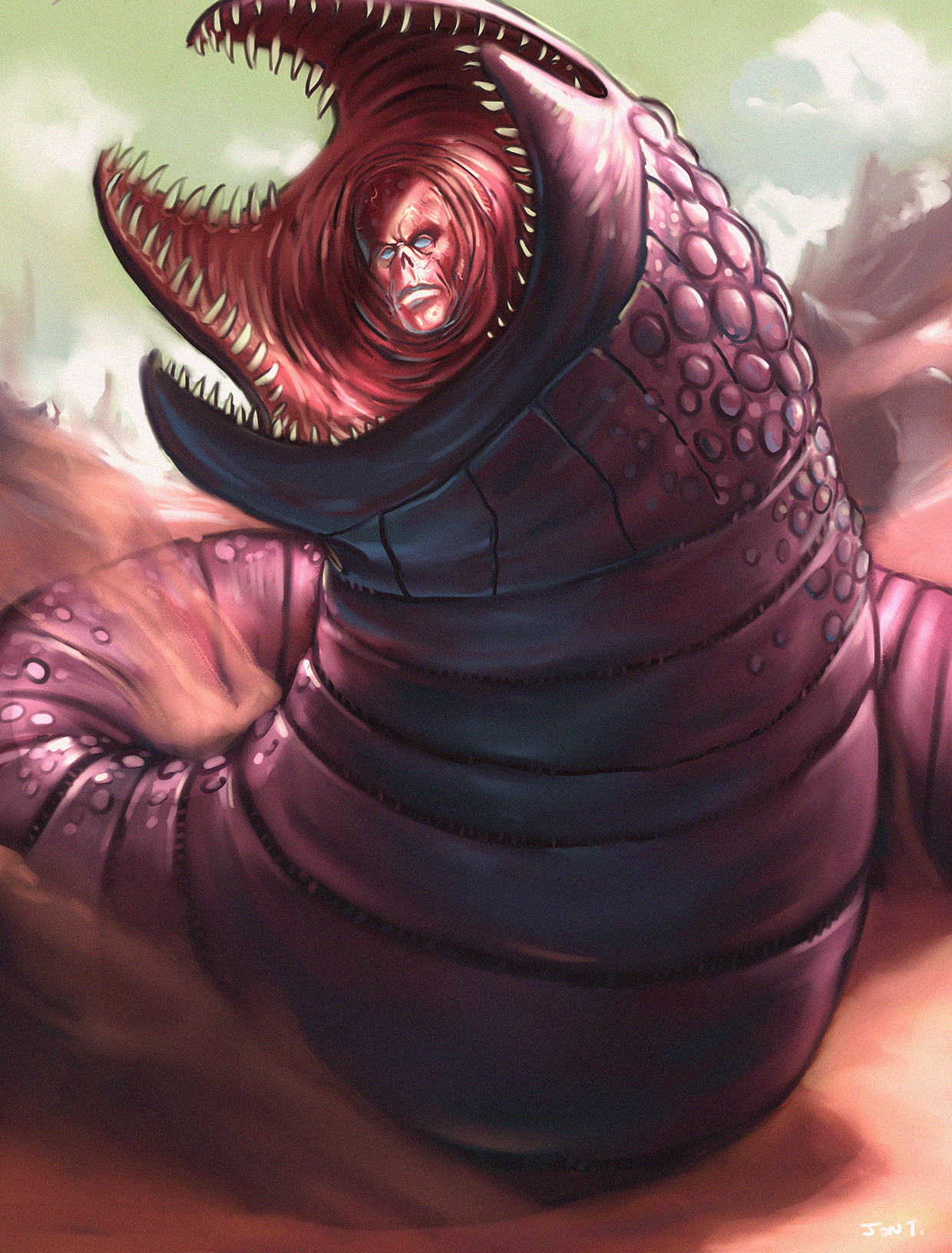
Une première illustration de Leto Atreides II.

L’Empereur-Dieu, grâce à sa vision presciente, a prévu sa propre fin : à sa mort, s’ensuit un exode de l'humanité connu sous le nom de Grande Dispersion : l’humanité, enfin débarrassée du joug du Tyran et de l’organisation féodale qui bridait l’ancien Empire, se disperse dans la galaxie, réalisant ainsi le Sentier d'Or envisagé par Leto, c'est-à-dire la survie de l'humanité.
La planète Dune (nom officiel d'Arrakis à l'époque de Leto), siège de l’empire Atréides, ayant été convertie en un endroit fertile au cours du règne de Leto, retrouve à la mort de celui-ci son état originel. Cela conduit à la création de nouvelles truites des sables qui jettent les bases d'un nouveau cycle pour les vers des sables, les nouveaux vers possédant désormais une « perle de conscience » de l’Empereur-Dieu défunt, ce qui les rend semi-intelligents et donc plus dangereux.
Par la suite, au cours des événements décrits dans les romans ultérieurs à l’œuvre de Frank Herbert (dans Les Chasseurs de Dune et Le Triomphe de Dune), Leto II revient en tant que ghola et participe, aux côtés des autres gholas (Duncan Idaho, Miles Teg, sa grand-mère Jessica, sa tante Alia, son père Paul et sa mère Chani) et de sa descendante Sheana, à l’achèvement de son Sentier d’Or, conduisant une dernière fois les vers des sables.